# Efecto Schlieren

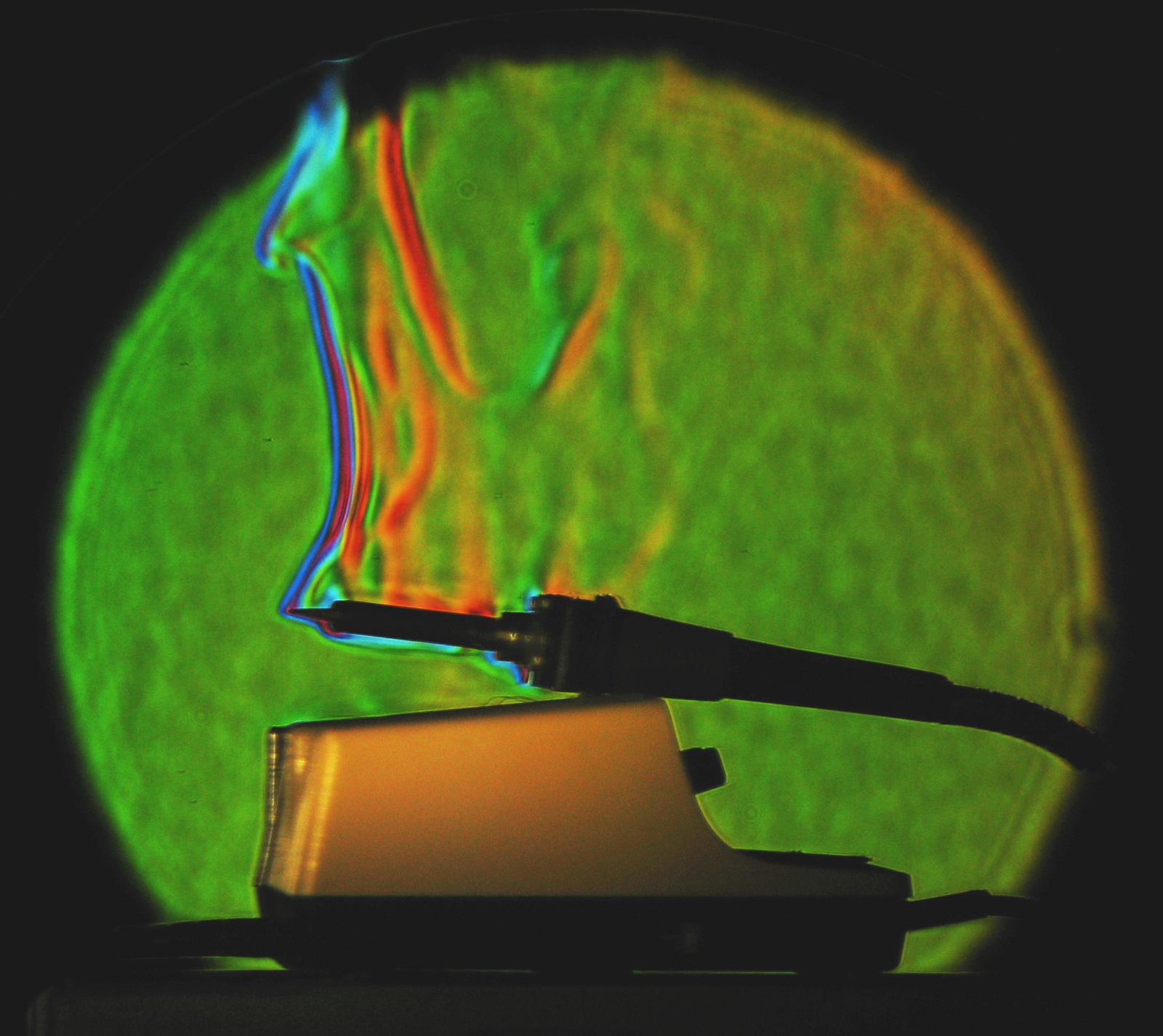
Fotografía schlieren en color, que muestra las diferencias de densidades del aire caliente sobre la punta de un soldador caliente.

El efecto Schlieren —del alemán, en singular Schliere, que significa raya— es el conjunto de  no homogeneidades de un material transparente, no visibles para el ojo humano. Se comenzó a estudiar tal efecto, al aparecer la necesidad de desarrollar lentes de gran calidad, que no presentaran estas no homogeneidades.
Estas no homogeneidades se localizan en el camino de la luz al atravesar un fluido u objeto, y son la causa de su desviación; desviación que es observable mediante conversión a "sombras" en un sistema de fotografía Schlieren.

## Historia
El efecto schlieren fue observado por vez primera por Robert Hooke en 1665 con una gran lente convexa y dos velas. Una vela sirvió como fuente de luz, la otra, producía el aire caliente ascendente, que observaba con su sistema.
El sistema Schlieren convencional se atribuye al físico alemán August Toepler, aunque fue Jean Bernard Léon Foucault quien inventó el método en 1859, siendo Toepler quien lo mejoró. En el sistema convencional, diseñado para detectar el efecto en el vidrio utilizado para hacer las gafas y otras lentes, se utiliza una fuente de luz puntual para iluminar el objeto a observar.
Gracias a una lente refractiva —particularmente, una lente Schlieren—, se forma una imagen localizada en la distancia conjugada, de acuerdo con la ecuación:

{\displaystyle {\frac {1}{f}}={\frac {1}{d_{o}}}+{\frac {1}{d_{i}}}},

donde:
- {\displaystyle f} es la distancia focal de la lente;
- {\displaystyle d_{o}} es la distancia del objeto a la lente;
- y {\displaystyle d_{i}} es la distancia de la imagen del objeto a la lente.

Con un cuchillo situado en el punto focal de la lente, se evita que algunos haces de luz lleguen a la imagen del objeto, con lo que la iluminación de la misma se verá reducida. Con una segunda lente, se forma la imagen en la pantalla de visualización, a una distancia conjugada de la lente de schliere.

## Visualización del fenómeno
La visualización del efecto se basa en la desviación de la luz por un gradiente en el índice de refracción, y este gradiente está directamente relacionado con el gradiente de densidad del objeto observado.
La luz desviada es comparada con la luz no desviada en una pantalla de visualización, de forma que la luz no desviada es bloqueada por un cuchillo. La luz desviada hacia el cuchillo produce un patrón de sombras dependiendo de si había sido bloqueada o no. Este patrón de sombras es la intensidad de luz que representará las expansiones —regiones de densidad más baja— o contracciones —regiones de densidad más alta— del fluido a estudiar.